# Соляно ал Рубиконе
Соля̀но ал Рубико̀не (на италиански: Sogliano al Rubicone, на местен диалект Sujèn, Суйен) е малко градче и община в северна Италия, провинция Форли-Чезена, регион Емилия-Романя. Разположено е на 362 m надморска височина. Населението на общината е 3276 души (към 2012 г.).